# Chthonerpeton noctinectes
Chthonerpeton noctinectes là một loài lưỡng cư thuộc họ Caeciliidae.
Đây là loài đặc hữu của Brasil.
Môi trường sống tự nhiên của chúng là đồng cỏ nhiệt đới hoặc cận nhiệt đới vùng ngập nước hoặc lụt theo mùa, đầm lầy, hồ nước ngọt, và vùng đồng cỏ.